# Łukowa
Łukowa è un comune rurale polacco del distretto di Biłgoraj, nel voivodato di Lublino.
Ricopre una superficie di 148,72 km² e nel 2006 contava 4 506 abitanti.